# Copa FIFA Confederaciones 1997
La Copa FIFA Confederaciones 1997 fue la tercera versión de la Copa FIFA Confederaciones (presentada como la sucesora de la Copa Rey Fahd), fue realizada entre el 12 y el 21 de diciembre de 1997.  Se desarrolló nuevamente en Arabia Saudita y tuvo como novedad el incremento de competidores de seis a ocho debido a la participación por primera vez del campeón regional de Oceanía y el vigente campeón del Mundo, vencedor de la Copa Mundial de Fútbol 1994.

## Organización

### Sedes
Todos los partidos se disputaron en la ciudad de Riad, en el Estadio Rey Fahd.

### Árbitros
La lista de árbitros es la siguiente:
- Lucien Bouchardeau
- Javier Castrilli
- Nikolai Levnikov
- Saad Mane
- Ian McLeod
- René Ortube
- Ramesh Ramdhan
- Pirom Anprasert

## Equipos participantes
Los ocho participantes de este torneo son invitados oficialmente por la FIFA. Estos corresponden, en general, a los campeones de los diversos torneos internacionales.
En cursiva, los equipos debutantes en el torneo.
| Confederación                            | Equipo                 | Vía de clasificación                                                                  |
| ---------------------------------------- | ---------------------- | ------------------------------------------------------------------------------------- |
| Anfitrión                                | Arabia Saudita         | Organizador Campeón de la Copa Asiática 1996                                          |
| FIFA                                     | Brasil                 | Campeón de la Copa Mundial de Fútbol de 1994                                          |
| Conmebol (Sudamérica)                    | Uruguay                | Campeón de la Copa América 1995                                                       |
| UEFA (Europa)                            | República Checa        | Subcampeón de la Eurocopa 1996 ( Alemania fue campeón pero declinó su participación). |
| Concacaf (Norte, Centroamérica y Caribe) | México                 | Campeón de la Copa de Oro de la Concacaf 1996                                         |
| AFC (Asia)                               | Emiratos Árabes Unidos | Subcampeón de la Copa Asiática 1996                                                   |
| CAF (África)                             | Sudáfrica              | Campeón de la Copa Africana de Naciones 1996                                          |
| OFC (Oceanía)                            | Australia              | Campeón de la Copa de las Naciones de la OFC 1996                                     |

### Sorteo
| Bombo 1 | Bombo 2        | Bombo 3                                    |
| --- | -------------- | ------------------------------------------ |
| Arabia Saudita (Anfitrión, asignado al Gpo. A) Emiratos Árabes Unidos (Asignado al Gpo. B por ser de la misma confederación que el organizador) | Brasil Uruguay | Australia México República Checa Sudáfrica |

## Resultados
- Los horarios corresponden a la hora de Arabia Saudita (UTC+3)

### Primera fase

#### Grupo A
| Equipo         | Pts. | PJ | PG | PE | PP | GF | GC | Dif |
| -------------- | ---- | -- | -- | -- | -- | -- | -- | --- |
| Brasil         | 7    | 3  | 2  | 1  | 0  | 6  | 2  | +4  |
| Australia      | 4    | 3  | 1  | 1  | 1  | 3  | 2  | +1  |
| México         | 3    | 3  | 1  | 0  | 2  | 8  | 6  | +2  |
| Arabia Saudita | 3    | 3  | 1  | 0  | 2  | 1  | 8  | -7  |

| 12 de diciembre de 1997, 16:15 | Arabia Saudita | 0:3 (0:0) | Brasil                         | Estadio Rey Fahd, Riad                                       |                                                              |
|                                |                | Reporte   | Sampaio 65' · Romário 73', 80' | Asistencia: 50 000 espectadores Árbitro(s): Nikolai Levnikov | Asistencia: 50 000 espectadores Árbitro(s): Nikolai Levnikov |

| 12 de diciembre de 1997, 19:00 | México               | 1:3 (0:1) | Australia                          | Estadio Rey Fahd, Riad                                      |                                                             |
|                                | Hernández 80' (pen.) | Reporte   | Viduka 45' · Aloisi 59' · Mori 90' | Asistencia: 15 000 espectadores Árbitro(s): Pirom Anprasert | Asistencia: 15 000 espectadores Árbitro(s): Pirom Anprasert |

| 14 de diciembre de 1997, 17:00 | Arabia Saudita | 0:5 (0:1) | México                                         | Estadio Rey Fahd, Riad                                 |                                                        |
|                                |                | Reporte   | Palencia 20', 62' · Blanco 68', 76' · Luna 75' | Asistencia: 15 000 espectadores Árbitro(s): Ian McLeod | Asistencia: 15 000 espectadores Árbitro(s): Ian McLeod |

| 14 de diciembre de 1997, 20:00 | Australia | 0:0     | Brasil | Estadio Rey Fahd, Riad                                         |                                                                |
|                                |           | Reporte |        | Asistencia: 15 000 espectadores Árbitro(s): Lucien Bouchardeau | Asistencia: 15 000 espectadores Árbitro(s): Lucien Bouchardeau |

| 16 de diciembre de 1997, 17:50 | Arabia Saudita  | 1:0 (1:0) | Australia | Estadio Rey Fahd, Riad                                       |                                                              |
|                                | Al-Khilaiwi 40' | Reporte   |           | Asistencia: 20 000 espectadores Árbitro(s): Javier Castrilli | Asistencia: 20 000 espectadores Árbitro(s): Javier Castrilli |

| 16 de diciembre de 1997, 20:00 | Brasil                                                | 3:2 (1:0) | México                   | Estadio Rey Fahd, Riad                                 |                                                        |
|                                | Romário 41' (pen.) · Denílson 61' · Junior Baiano 66' | Reporte   | Blanco 51' · Ramírez 90' | Asistencia: 20 000 espectadores Árbitro(s): Ian McLeod | Asistencia: 20 000 espectadores Árbitro(s): Ian McLeod |

#### Grupo B
| Equipo                 | Pts. | PJ | PG | PE | PP | GF | GC | Dif |
| ---------------------- | ---- | -- | -- | -- | -- | -- | -- | --- |
| Uruguay                | 9    | 3  | 3  | 0  | 0  | 8  | 4  | +4  |
| República Checa        | 4    | 3  | 1  | 1  | 1  | 9  | 5  | +4  |
| Emiratos Árabes Unidos | 3    | 3  | 1  | 0  | 2  | 2  | 8  | -6  |
| Sudáfrica              | 1    | 3  | 0  | 1  | 2  | 5  | 7  | -2  |

| 13 de diciembre de 1997, 17:50 | Emiratos Árabes Unidos | 0:2 (0:1) | Uruguay                     | Estadio Rey Fahd, Riad                                     |                                                            |
|                                |                        | Reporte   | Olivera 47' · Pacheco 90+2' | Asistencia: 30 000 espectadores Árbitro(s): Ramesh Ramdhan | Asistencia: 30 000 espectadores Árbitro(s): Ramesh Ramdhan |

| 13 de diciembre de 1997, 20:00 | Sudáfrica                    | 2:2 (1:2) | República Checa | Estadio Rey Fahd, Riad                                     |                                                            |
|                                | Augustine 39' · Mkhalele 86' | Reporte   | Šmicer 19', 40' | Asistencia: 7500 espectadores Árbitro(s): Javier Castrilli | Asistencia: 7500 espectadores Árbitro(s): Javier Castrilli |

| 15 de diciembre de 1997, 17:50 | Emiratos Árabes Unidos | 1:0 (1:0) | Sudáfrica | Estadio Rey Fahd, Riad                                  |                                                         |
|                                | Mubarak 1'             | Reporte   |           | Asistencia: 11 000 espectadores Árbitro(s): René Ortube | Asistencia: 11 000 espectadores Árbitro(s): René Ortube |

| 15 de diciembre de 1997, 20:00 | República Checa | 1:2 (0:1) | Uruguay                    | Estadio Rey Fahd, Riad                              |                                                     |
|                                | Siegl 89'       | Reporte   | Olivera 26' · Zalayeta 88' | Asistencia: 9000 espectadores Árbitro(s): Saad Mane | Asistencia: 9000 espectadores Árbitro(s): Saad Mane |

| 17 de diciembre de 1997, 17:50 | Emiratos Árabes Unidos | 1:6 (0:4) | República Checa                                           | Estadio Rey Fahd, Riad                                |                                                       |
|                                | Al Talyani 78'         | Reporte   | Obaid 11' (a.g.) · Nedved 22', 31' · Šmicer 42', 68', 71' | Asistencia: 8000 espectadores Árbitro(s): René Ortube | Asistencia: 8000 espectadores Árbitro(s): René Ortube |

| 17 de diciembre de 1997, 20:00 | Uruguay                                    | 4:3 (2:1) | Sudáfrica                               | Estadio Rey Fahd, Riad                                   |                                                          |
|                                | Silva 12', 66' · Recoba 42' · Callejas 90' | Reporte   | Radebe 11' · Mkhalele 69' · Ndlanya 77' | Asistencia: 8000 espectadores Árbitro(s): Ramesh Ramdhan | Asistencia: 8000 espectadores Árbitro(s): Ramesh Ramdhan |

### Segunda fase
|  | Semifinales            | Semifinales |                              |   | Final | Final |
|  |                        |             |                              |   |       |       |
|  | 19 de diciembre – Riad |             |                              |   |       |       |
|  |                        |             |                              |   |       |       |
|  | Brasil                 | 2           |                              |   |       |       |
|  | Brasil                 | 2           | 21 de diciembre – Riad       |   |       |       |
|  | República Checa        | 0           |                              |   |       |       |
|  | República Checa        | 0           | Brasil                       | 6 |       |       |
|  | 19 de diciembre – Riad |             | Brasil                       | 6 |       |       |
|  |                        | Australia   | 0                            |   |       |       |
|  | Uruguay                | Australia   | 0                            | 0 |       |       |
|  | Uruguay                |             |                              | 0 |       |       |
|  | Australia (t.s.)       | 1           |                              |   |       |       |
|  | Australia (t.s.)       | 1           | Partido por el tercer puesto |   |       |       |
|  |                        |             |                              |   |       |       |
|  | 21 de diciembre – Riad |             |                              |   |       |       |
|  |                        |             |                              |   |       |       |
|  | República Checa        | 1           |                              |   |       |       |
|  | República Checa        | 1           |                              |   |       |       |
|  | Uruguay                | 0           |                              |   |       |       |

#### Semifinales
| 19 de diciembre de 1997, 15:15 | Brasil                    | 2:0 (0:0) | República Checa | Estadio Rey Fahd, Riad                                         |                                                                |
|                                | Romário 54' · Ronaldo 83' | Reporte   |                 | Asistencia: 28 000 espectadores Árbitro(s): Lucien Bouchardeau | Asistencia: 28 000 espectadores Árbitro(s): Lucien Bouchardeau |

| 19 de diciembre de 1997, 19:00 | Uruguay | 0:1 (0:0, 0:0) (t. s.) | Australia  | Estadio Rey Fahd, Riad                                       |                                                              |
|                                |         | Reporte                | Kewell 92' | Asistencia: 22 000 espectadores Árbitro(s): Nikolai Levnikov | Asistencia: 22 000 espectadores Árbitro(s): Nikolai Levnikov |

#### Tercer lugar
| 21 de diciembre de 1997, 17:50 | República Checa | 1:0 (0:0) | Uruguay | Estadio Rey Fahd, Riad                                         |                                                                |
|                                | Lasota 63'      | Reporte   |         | Asistencia: 27 000 espectadores Árbitro(s): Lucien Bouchardeau | Asistencia: 27 000 espectadores Árbitro(s): Lucien Bouchardeau |

#### Final
| 21 de diciembre de 1997, 21:00 | Brasil                                               | 6:0 (3:0) | Australia | Estadio Rey Fahd, Riad                                      |                                                             |
|                                | Ronaldo 15', 27', 59' · Romário 38', 53', 75' (pen.) | Reporte   |           | Asistencia: 65 000 espectadores Árbitro(s): Pirom Anprasert | Asistencia: 65 000 espectadores Árbitro(s): Pirom Anprasert |

|                            |
| Bandera de Brasil          |
| Campeón Brasil 1.er título |

## Tabla general
A continuación se muestra la tabla de posiciones segmentada acorde a las fases alcanzadas por los equipos 
| Pos. | Selección              | Gr. | Pts. | PJ | PG | PE | PP | GF | GC | Dif | Rend.  |
| ---- | ---------------------- | --- | ---- | -- | -- | -- | -- | -- | -- | --- | ------ |
| 1    | Brasil                 | A   | 13   | 5  | 4  | 1  | 0  | 14 | 2  | 12  | 86.67% |
| 2    | Australia              | A   | 7    | 5  | 2  | 1  | 2  | 3  | 9  | -6  | 46.67% |
| 3    | República Checa        | B   | 7    | 5  | 2  | 1  | 2  | 10 | 7  | 3   | 46.67% |
| 4    | Uruguay                | B   | 9    | 5  | 3  | 0  | 2  | 8  | 6  | 2   | 60%    |
| 5    | México                 | A   | 3    | 3  | 1  | 0  | 2  | 2  | 6  | -4  | 33.33% |
| 6    | Emiratos Árabes Unidos | B   | 3    | 3  | 1  | 0  | 2  | 2  | 8  | -6  | 33.33% |
| 7    | Arabia Saudita         | A   | 3    | 3  | 1  | 0  | 2  | 1  | 8  | -7  | 33.33% |
| 8    | Sudáfrica              | B   | 1    | 3  | 0  | 1  | 2  | 5  | 7  | -2  | 11.11% |

## Goleadores
| Jugador         | Selección       | Goles |
| --------------- | --------------- | ----- |
| Romário         | Brasil          | 7     |
| Vladimír Šmicer | República Checa | 5     |
| Ronaldo         | Brasil          | 4     |